# Ullisjaure (naturreservat)
Ullisjaure är ett naturreservat i Storumans kommun i Västerbottens län.
Området är naturskyddat sedan 1998 och är 855 hektar stort. Reservatet omfattar ett berg, Björklidhobben,  sydväst om Ullisjaure och Ullisklumpen och Storhällflygget öster om sjön. Reservatet består av urskogsartad granskog med inslag av björk samt även en mindre del asp och sälg.